# Ғ̌
Ғ̌, ғ̌은 키릴 문자의 일종이다. 이것은 슈그니어(Shughni)에서 사용되는데, 여기서 유성 구개수 마찰음 /ʁ/(프랑스어 루즈의 r과 유사)을 나타낸다.
이는 일반 Г와 관련이 있지만 동일하지는 않다.

## 같이 보기
- Г̌

## 문헌
- Аламшо, М.; Карамшо, Д. (2000). 《Хуг̌ну̊ни зив̌》. Хоруғ: Помир. 134쪽.